# Ceratiomyxa
Ne pas confondre avec Ceratomyxa, genre de myxozoaires.
Genre
Taxons de rang inférieur
- Ceratiomyxa fruticulosa 
(→ Byssus fruticulosa O. F. Mull.)
- Ceratiomyxa hemisphaerica
- Ceratiomyxa morchella
- Ceratiomyxa sphaerosperma

Ceratiomyxa est au sein des eumycetozoaires un genre de myxomycètes (organismes autrefois classés comme champignons, puis comme protistes), de la famille des Ceratiomyxaceae.

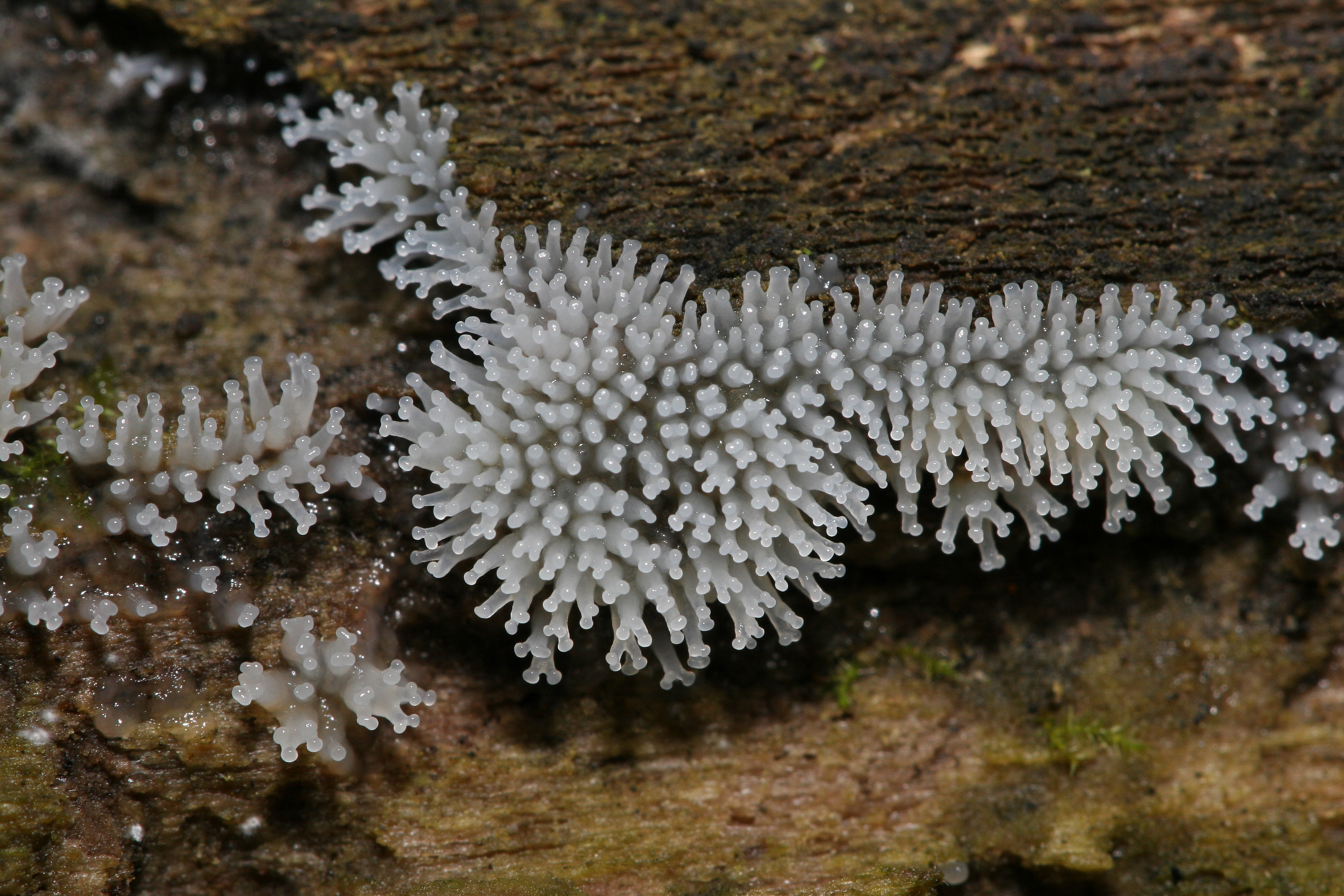
Sporocarpes bifurquants de Ceratiomyxa fruticulosa

## Étymologie
Le nom générique Ceratiomyxa est issu du latin ceratus, « ciré », et du grec ancien μύξα, mýxa, « mucus ».

## Distribution géographique
Le genre Ceratiomyxa semble avoir une distribution plutôt cosmopolite, mais deux espèces sur trois (avant l'adjonction d'une nouvelle espèce à ce genre) n'ont été vues sous leur forme macroscopique (en fructification) qu'en zone tropicale dans le monde. C. fruticulosa est plus largement répartie (et plus ubiquiste en termes de substrats colonisables) en occupant aussi des zones fraiches et tempérées.

## Habitats, niches écologiques
Selon les grandes théories de la biogéographie et de la biodiversité, les espèces tropicales devraient vivre dans des niches écologiques plus étroite (et/ou séparées) par rapport à leurs homologues cosmopolites, en raison de leur spécialisation pour des environnements tropicaux où ces espèces sont en concurrences avec un plus grand nombre d'autres espèces. Ceci a été vérifié pour les espèces du genre Ceratiomyxa par C. Rojas et ses collègues en 2008 sur la base des facteurs environnementaux associés à leurs fructifications et d'après les données écologiques disponibles pour ces espèces dans les néotropiques) ; il y a bien une « nette séparation des niches entre les deux espèces tropicales, qui pourrait être une indication de la répartition des ressources au sein du genre ».  

## Caractéristiques
Les espèces du genre Ceratiomyxa (non-comestibles) se développent en  formant de petits groupes ou parfois de vastes colonies d'individus Dans ces colonies, chaque individu a la forme d'un tubule (éventuellement subdivisé) ou encore d'une branche ramifiée de fructifications issue d'une base dite hypothalle (ou hypothallus). 
Les spores ne sont pas des endospores (fructifications internes) comme c'est le cas chez la plupart des myxomycètes mais des « sporanges unicellulaire »produits à l'extérieur de l'organisme (par des sporocarpes mais sur des tiges minces ; les fructifications sont donc également appelés sporophores). 
Chaque minuscula spore viable produit des protoplastes tétranucléaires, à partir desquels naissent huit cellules haploïdes.
Habitat : ces myxomycèes se nourrissent de bois mort ;  la collection de spécimens d'Henry C. Gilbert provenait d'essences diverses : conifères (pins et pseudotsugas) et feuillus (orme, érable, chêne, tilleul et saule). Selon lui, les Ceratiomyxa sont peu exigeants sur l'essence mais sont plutôt trouvés sur des gros bois morts.

## Cycle de vie
Il est proche de celui des autres Myxomycetes.  
Le plasmodium se développe dans ou sur le bois en décomposition, et après un certain temps produit des fructification (5 formes de fructification ont été décrites pour ce genre). La méiose se produit dans la spore précisent Furtado et Olive (1971).

## Espèces
Le genre Ceratiomyxa ne comprend actuellement que quelques espèces (3 ou 4 selon les auteurs) dont Ceratiomyxa fruticulosa qui peut être observée en Europe sur diverses essences de bois-mort en décomposition :
| Espèce                                                                           | Localisation                                                       | Éléments de description |
| -------------------------------------------------------------------------------- | ------------------------------------------------------------------ | --- |
| Ceratiomyxa fruticulosa (O.F. Müll.) T. Macbr.                                   | Monde entier                                                       | Fructifications individuelles, éventuellement ramifiées, sur tiges ou poroides dressé, d'une taille de 1 à 10 mm de long                                                         |
| Ceratiomyxa hemisphaerica L.S. Olive & Stoian. (Nouvelle espèces, créée en 1979) | États-Unis                                                         | Fructifications hémisphérique, d'environ 100 à 200 µm de diamètre et d'environ 70 à 120 µm de haut, individuelles ou réunies par leur base, de 20 à 120 µm de long, tiges minces |
| Ceratiomyxa morchella A.L. Welden                                                | répartition tropicale et Subtropicale en Amérique                  | Fructification morchelloïde (structure en résille) de 2 à 3 mm de haut. |
| Ceratiomyxa sphaerosperma Boedijn                                                | répartition tropicale et Subtropicale en Amérique centrale, Israel | Fructifications composées à l'extrémité de tiges groupées formant des touffes individuelles, et rarement formant des branches ramifiées et supportant les spores.                |

## Histoire scientifique
Ce genre, et les myxomyxètes en général (ni tout à fait animal, ni végétal, ni tout à fait champignon...) intriguent beaucoup et depuis longtemps les naturalistes. 
La première espèce scientifiquement décrite (et dessinée) a été Puccinia ramosa (renommée depuis) décrite il y a plus de 2 siècles (en 1729) par le botaniste et pionnier de la mycologie l'italien Pier Antonio Micheli (découvreur des spores, basides et conidies grâce au microscope). 
Puis au début du XIXe siècle (1805) les savants Albertini et von Schweinitz décrivent deux espèces Ceratiomyxa hydnoides et Ceratiomyxa porioides. 
Parmi les auteurs qui ont étudié ce genre figurent notamment et aussi les botanistes Famintsyne et Voronin (en) à Saint-Pétersbourg en 1873, GF Atkinson en 1894 puis Olive de 1907 à 1950 et E. Jahn en 1908. 
Il semble qu'une même espèce de puisse prendre des formes significativement différentes dans des contextes différents. De nombreuses formes proches ont d'abord été décrites comme des espèces, puis souvent finalement considérées comme synonymes.
Après avoir été considéré comme une plante ou un champignon, puis comme un myxomycète puis transféré dans le groupe des protostelidien (Olive, 1970), le genre Ceratiomyxa a été finalement rapatrié parmi les myxomycètes (par exemple par Tran et al en 2006 , puis Stephenson et al en 2008 ). 

Dans les années 1960, ces études cytologiques et observations faites au microscope électronique permettent de mieux comprendre l'anatomie de ces organismes, ainsi que sa phylogénie. Puis de récentes analyses moléculaires publiées par Fiore-Donno et al. en 2007  plaisent fortement en fait pour un classement dans un  « groupe-frère des myxomycètes et non de des protostelidés ». Rojas et ses collègues en 2008 faisaient d'ailleurs remarquer que trois des quatre espèces composant ce genre ont une forme macroscopique évoquant morphologiquement et écologiquement les myxomycètes.
Olive et Olive signalent en 1971 un nouveau genre, selon eux proche de Ceratiomyxa 

## Risques de confusion
Des confusions sont possibles avec des espèces du genre Henningsomyces et moindrement (pour les formes jeunes ou éparses) avec le genre Multiclavula ou des champignons de la famille des Clavulinaceae.
Certaines pontes d'insectes (de papillons notamment) peuvent aussi ressembler à groupes de tubules de Ceratiomyxa, mais la confusion n'est pas possible lors d'une observation rapprochée.

## Liste d'espèces
Selon Catalogue of Life (14 novembre 2018) :
- Ceratiomyxa fruticulosa (O.F.Müll.) T.Macbr., 1899
- Ceratiomyxa hemisphaerica L.S.Olive & Stoian., 1979
- Ceratiomyxa morchella A.L.Welden, 1954
- Ceratiomyxa sphaerosperma Boedijn, 1927

Selon Index Fungorum (14 novembre 2018) :
- Ceratiomyxa caesia E. Jahn 1919
- Ceratiomyxa descendens (Emoto) Emoto 1977
- Ceratiomyxa freyana Meyl. 1925
- Ceratiomyxa hemisphaerica L.S. Olive & Stoian. 1979
- Ceratiomyxa hydnoides (Jacq.) Bres. 1911
- Ceratiomyxa morchella A.L. Welden 1954
- Ceratiomyxa porioides (Alb. & Schwein.) J. Schröt. 1897
- Ceratiomyxa sphaerosperma Boedijn 1927
- Ceratiomyxa sphaerospora Skup. 1916

Selon ITIS (14 novembre 2018) :
- Ceratiomyxa fruticulosa (O.F. Müll.) T. Macbr.

Selon NCBI (14 novembre 2018) :
- Ceratiomyxa fruticulosa Byssus fruticulosa O.F. Mll. 1777
- Ceratiomyxa morchella A.L. Welden 1954